# 聖若翰洗者主教座堂 (聖托里尼)
聖若翰洗者主教座堂是希腊圣托里尼的一个罗马天主教教堂，为天主教圣托里尼教区（成立于1204年）的主教座堂。
该堂位于费拉市中心的天主教社区，建于1823年。1956年地震后，于1970年彻底重修。该建筑为巴洛克风格，外观涂成蓝色和奶油色。

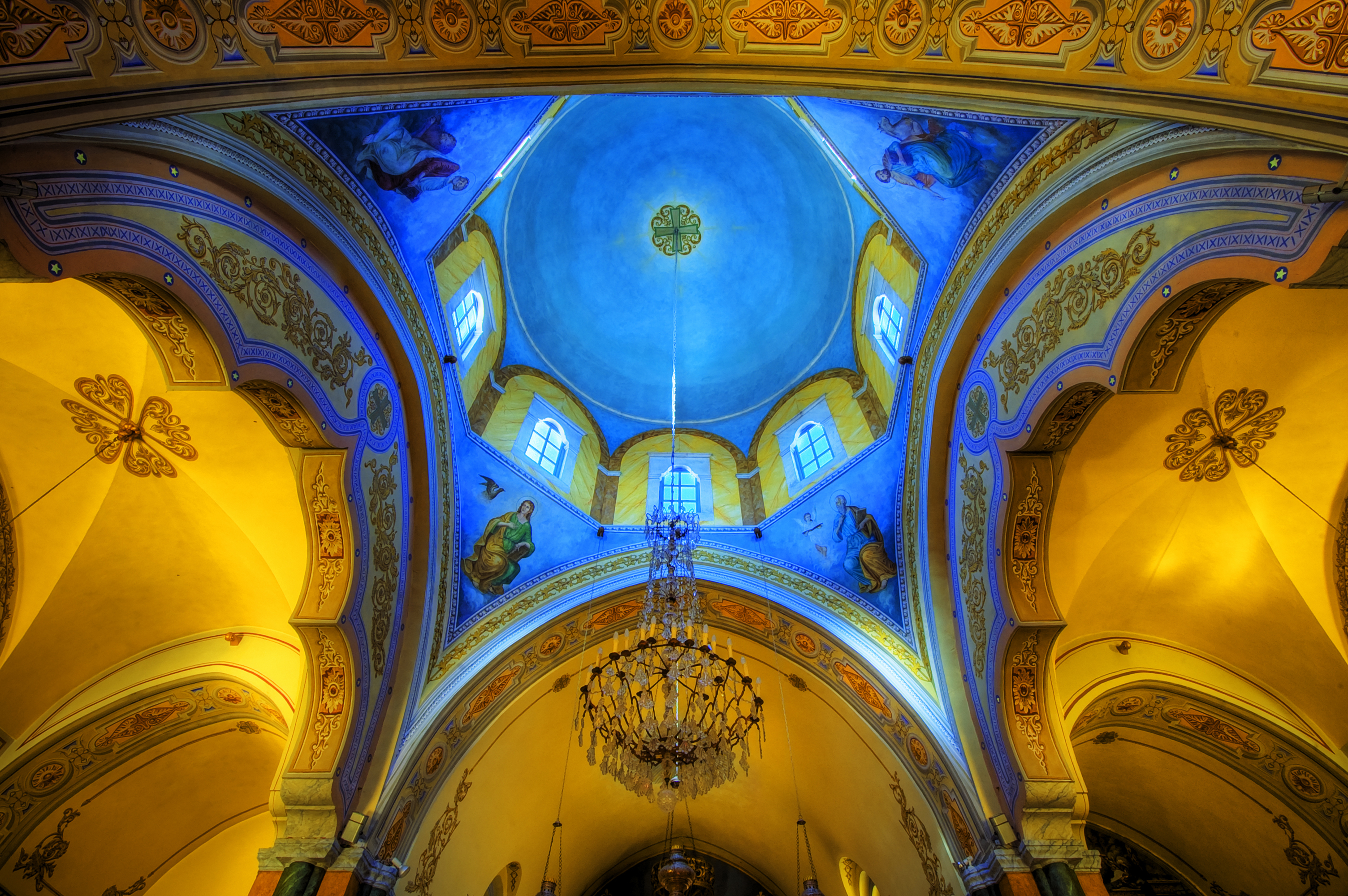
Internal view